# Broussy-le-Petit
Broussy-le-Petit település Franciaországban, Marne megyében. Lakosainak száma 137 fő (2022. január 1.). Broussy-le-Petit Courjeonnet, Allemant, Broussy-le-Grand és Reuves községekkel határos.

## Népesség
A település népességének változása:
| Lakosok száma | 146  | 147  | 158  | 141  | 128  | 127  | 129  | 134  | 137  | 137  |
|               | 1968 | 1982 | 1990 | 2006 | 2013 | 2015 | 2017 | 2019 | 2020 | 2022 |